# 巫女みこナース
『巫女みこナース』（みこみこナース）は2003年5月23日にPSYCHOより発売された18禁恋愛アドベンチャーゲームである。
テーマソング『巫女みこナース・愛のテーマ』が電波ソングの一つとして知られる（詳細は「主題歌」の節で述べる）。

## ストーリー
高齢者医療の最先端を行く極楽病院。創始者である月夜野誠史が引退を発表、次期院長の座を争って二人の息子将春と孝司が、それぞれ看護婦の制服案として巫女装束と修道服の2案を出して激突、後継者争いは泥沼化の様相を呈していた。そんなところに牧嶋達哉が研修医としてやってきた…。

## 登場人物
牧嶋 達哉（まきしま たつや）
声：広野大地
本作の主人公。極楽病院に赴任してきた研修医。26歳。極楽病院を経営する月夜野家の遠縁に当たる。
御子柴 二葉（みこしば ふたば）
声：Ruru
まだ赴任したばかりの新人看護婦。19歳。ドジなところがあり、よく失敗する。巫女装束制服「巫女ナース」の着用モデルとなる。
須藤 美希（すどう みき）
声：芹園みや
若手の看護婦。21歳。仕事に真面目に取り組んでいるので、失敗を繰り返す二葉には辛く当たることもある。修道服制服「シスターナース」の着用モデルとなる。
佐和 遼子（さわ りょうこ）
声：内村みるく
中堅の看護婦。24歳。患者第一に考える面倒見の良い看護婦。通常のナース服を着用しており、二葉や美希、ひとみの「変な制服」を苦々しく思っている。
鮎川 ひとみ（あゆかわ ひとみ）
声：AYA
チャイナドレスを着た医師。27歳。「巫女ナース」「シスターナース」に対抗してチャイナ服をベースにした「チャイナナース」を提案するが、着用してくれる看護婦がいなかったため自ら着用する。
東条院 遥（とうじょういん はるか）
声：みる
患者。財閥の令嬢。実際の病気は入院の必要がない程軽いのだが、祖父の計らいで検査入院名目で長期入院している。

## スタッフ
- シナリオ:沙村武士
- 原画:桂ともえ、かんたか
- 音楽:柏木るざりん、下地和彦

## 主題歌
歌唱を担当したChu☆は発売当時から詳細が明かされていなかったが、2013年6月9日には声優の笹島かほるがTwitter上にて自分であったことを公表している。
オープニングテーマ「巫女みこナース・愛のテーマ」
作詞・作曲 - 柏木るざりん / 歌 - Chu☆
- 1コーラス版がPSYCHOのサイトで公開されると、終盤の早口言葉的な部分のインパクトから、フラッシュ化したもの（ただし、黒フラ）が匿名掲示板「2ちゃんねる」のFLASH・動画板で公開され、2ちゃんねる全体で流行した。そのため、ゲームの内容は知らないが主題歌は知っているという人も多い。
- この曲をBGMにしているオープニングムービーは、ゲーム本編の起動時に流れない。オープニングムービーは別のショートカットから（もしくはファイルを直接指定して）起動する必要がある。
- 2005年7月、ドワンゴの着メロ配信サイト「いろメロミックス」のテレビコマーシャルにて、主に2ちゃんねるで使われているアスキーアートと一緒にこの曲も使用され、放送された。同年12月27日には、第一興商の通信カラオケ「cyber DAM」で配信されている。
- 曲の後半はセガのゲーム『ファンタジーゾーン』エンディングへのオマージュである。
- 2023年10月29日、徳島マチ★アソビにて「巫女みこナース20周年記念＋Chu☆ing Loveお披露目ミニライブ」ステージにて、20周年記念イベントが行われた。

エンディングテーマ「巫女みこナース・愛しき人に捧ぐカノン」
作詞・作曲 - 柏木るざりん / 歌 - Chu☆